# Giro del Veneto 1922
Il Giro del Veneto 1922, terza edizione della corsa, si svolse il 2 luglio 1922 su un percorso di 350 km. La vittoria fu appannaggio dell'italiano Alfredo Sivocci che completò il percorso in 12h29'00", precedendo i connazionali Luigi Molon e Bartolomeo Aymo.

## Ordine d'arrivo (Top 10)
| Pos. | Corridore       | Squadra         | Tempo     |
| ---- | --------------- | --------------- | --------- |
| 1    | Alfredo Sivocci | Legnano-Pirelli | 12h29'00" |
| 2    | Luigi Molon     | -               | a 7'00"   |
| 3    | Bartolomeo Aymo | Legnano-Pirelli | s.t.      |
| 4    | Antonio Tecchio | -               | a 10'00"  |
| 5    | Pietro Linari   | Legnano-Pirelli | a 13'00"  |
| 6    | Ugo Agostoni    | Legnano-Pirelli | a 13'10"  |
| 7    | Adriano Zanaga  | Ganna-Dunlop    | a 17'00"  |
| 8    | Paride Ferrari  | Peugeot-Wolber  | a 17'02"  |
| 9    | Giovanni Bassi  | -               | a 21'00"  |
| 10   | Antonio Candini | Ganna-Dunlop    | s.t.      |